# Aloe mirabilis
Aloe mirabilis é uma espécie de liliopsida do gênero Aloe, pertencente à família Asphodelaceae.